# 比克河
51°3′44.15″N 7°51′40.58″E / 51.0622639°N 7.8612722°E
比克河（德語：Bieke），是德國的河流，位於該國西部，處於北萊茵-威斯特法倫州，屬於比格河的右支流，河道全長4.4公里，流域面積9.8平方公里。